# XVI Legislatura de la Tercera República Portuguesa

La XVI Legislatura de l'Assemblea de la República Portuguesa és la que va sortir després de les eleccions generals del 10 de març de 2024.

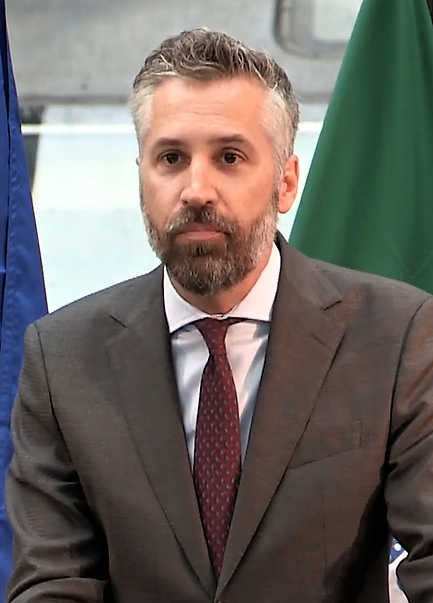
Pedro Nuno Santos, Líder da Oposição

Aquesta legislatura estava marcada pel retorn a l'Assemblea de la República del CDS-PP, que en l'anterior legislatura havia perdut el seient parlamentari. Amb la coalició de l'AD, van aconseguir tornar a l'Assemblea. D'altra banda, el Partit Socialista va perdre 42 diputats de l'anterior legislatura i el partit ultra Chega va quadruplicar el nombre de diputats i va constituir un grup parlamentari de 50 diputats. Una altra pujada significativa fou la del Livre, que també va quadruplicar els resultats i va passar a tenir un grup parlamentari de 4 diputats.
A causa del cas Spinumviva, que va ser la causa de dues mocions de censura, que no van prosperar, i una moció de confiança, que va ser rebutjada i va dur a la caiguda del XXIV Govern Constitucional l'11 de març de 2025, el President de la República, Marcelo Rebelo de Sousa va anunciar la intenció de dissoldre l'Assemblea de la República i convocar eleccions generals anticipades. La dissolució del parlament està prevista per al dia 20 de març de 2025.

## Composició després del Caso Arruda
Miguel Arruda, quan va ser sospitós de robar equipatge als aeroports, va abandonar Chega abans de l'inici del seu procés d'expulsió i es va convertir en un diputat no registrat.

## Composició de l'Assemblea de la República
|  | Partit                      | Partit     | 2024 mar. 26 | 2025 Jan. 21 |
|  | Partit Social Demòcrata     | 78         | 78           |              |
|  | Partit Socialista           | 78         | 78           |              |
|  | Chega                       | 50         | 49           |              |
|  | Iniciativa Liberal          | 8          | 8            |              |
|  | Bloc d'Esquerda             | 5          | 5            |              |
|  | Partit Comunista Portuguès  | 4          | 4            |              |
|  | Livre                       | 4          | 4            |              |
|  | CDS-PP                      | 2          | 2            |              |
|  | Persones-Animals-Naturalesa | 1          | 1            |              |
|  |                             | No inscrit | 0            | 1            |